# O Jogo do Camaleão
O Jogo do Camaleão é um livro brasileiro escrito pelo escritor Marçal Aquino e publicado originalmente em 1992. Faz parte da Série Vaga-Lume.

## Sinopse
Ricardo tem 14 anos e foge de casa, em São Paulo, para Belo Horizonte, onde pretende encontrar o pai, que ele só conhece por fotografia. Só porque aceitou uma gentileza de Quico, o garoto que conheceu no ônibus durante sua viagem, Ricardo se meteu na maior confusão. De repente, estava envolvido com uma das duas gangues de delinquentes juvenis de Belo Horizonte. As duas quadrilhas têm objetivos semelhantes: buscar um certo garoto na rodoviária. Por um equívoco, as gangues se confundem e tudo culmina numa grande aventura cheia de suspense. 

## Personagens[2]

### Personagens principais
Ricardo: Ricardo nunca conheceu seu próprio pai e partiu de São Paulo para Minas Gerais, na esperança de encontrá-lo. Porém, ele se mete em uma baita confusão, quando aceita um casaco xadrez de Quico e uma gangue chamada "gangue do Camaleão" o capturar em vez de Quico e uma gangue chamada "gangue do Professor" capturar Quico ao invés dele.
Camaleão: O Camaleão é famoso em Belo Horizonte por nunca ser pego pela polícia, comandar várias gangues de criminosos de uma só vez e ser o mestre dos disfarces, sendo quase impossível encontrá-lo. Porém, no final do livro, ele mostra-se para Ricardo e revela ser vários personagens da história, fantasiado. O Camaleão fez curso de teatro em São Paulo e por isso, tem essa incrível habilidade de fazer disfarces perfeitos. Quando sua mulher descobriu o que ele fazia, ela não o quis mais e passou a chamá-lo de "ladrão" e por essa causa, o Camaleão, foi fazer seu trabalho em Minas Gerais.
Careca: Careca é o vice-líder da gangue do Camaleão. Ele, muitas vezes no livro demonstra liderança, mas às vezes, liderança até demais, chegando a agredir os membros do grupo. Careca tem uma namorada, Zezé, que depois do soco que Careca deu na boca de Zezé, Zezé não deu mais atenção a ele, porém, Careca planejava que, com o sucesso do plano de capturar Quico, ele ganhasse tanto dinheiro que compraria um presente para Zezé. Careca foi mais injusto com o mais novo da gangue, Valdir (o gaguinho) que chegou a ofendê-lo.
Valdir: Valdir é o membro mais novo da gangue do Camaleão. Ele coleciona animais nojentos (como escorpiões e ratos), que ele encontra no esconderijo da gangue. Valdir fuigu de casa, pois seu pai lhe batia e sua mãe havia morrido. Valdir mora na rua, até que foi escolhido para participar da gangue do Camaleão. Durante todo o livro, Valdir diz que Careca é como um pai para ele, embora Careca bata e humilhe-o. No plano da gangue quando foram trocar os meninos com a gangue rival, Careca não deixou Valdir ir e o deixou de castigo no esconderijo, por ter deixado Ricardo fugir. No final, Valdir liga aos policiais e os informa sobre essa troca, se dando bem, enquanto os outros da gangue foram presos.

### Personagens secundários
Zezé: Zezé é a única mulher da gangue do Camaleão. Ela dirije o carro da gangue quando eles fogem ou estão se locomovendo. Zezé era a namorada de Careca, o vice-líder da gangue, até que este a bateu fortemente. Zezé, no final do livro, gostou mais de Paulão, e isso só aumentou a fúria de Careca.
Paulão: Paulão é um membro da gangue do Camaleão. Ele se caracteriza no grupo por ser o mais forte dentre eles. No meio do livro, Paulão ganha um corte na perna e isso dificulta sua utilidade. Camaleão diz que se Careca falhar mais uma vez, irá passar a liderança da gangue para Paulão.
Vadão: Vadão é o vice-líder da gangue do Professor. Ele comanda o forte Zé Doidão e o pequeno, porém esperto, Pimentinha. Vadão não demonstra muita liderança no grupo, muito pelo contrário, ao decorrer do livro, Zé Doidão é o que mais age na gangue.
Zé Doidão: Zé Doidão é o forte membro da gangue do Professor. Já que Vadão não demonstra muita liderança pela gangue, Zé Doidão age como o vice-líder, sendo o que mais fez para a gangue. Zé Doidão é musculoso, tatuado e tem uma enorme força bruta.
Pimentinha: Pimentinha é o último membro da gangue do Professor. Ele é um procurado da Febem e é especialista em usar facas (tanto que quando Paulão estava o enforcando, o garoto conseguiu perfurar a perna de Paulão). Pimentinha aparece muitos capítulos.
Professor: É o líder da gangue do Professor. A gangue conta à Quico que o Professor é um homem muito esperto e misterioso que guarda seus segredos para ele mesmo. No final do livro, o Camaleão revela quem é o Professor. Ele é alto, usa um terno branco, tem cabelos compridos e um bigode bem grande.
Quico: Quico é um garoto de uma gangue de São Paulo que viajou para Minas Gerais para dar uma encomenda ao Camaleão. No final do livro, os policiais descobrem o conteúdo da encomenda, cocaína. Quico se mostra gentil e amigável e o Camaleão diz à sua gangue para pegar o garoto e que este estaria com um casaco xadrez. Porém, para se despistar de policiais que o observavam, Quico emprestou seu casaco à Ricardo, causando muita confusão. A gangue que queria Ricardo pegou Quico e a gangue que queria Quico, pegou Ricardo, que estava usando um casaco xadrez dado por Quico.
Murilão: Murilão é um policial da Polícia Federal, junto com seu parceiro Lima, que aparece logo no início do livro, observando Quico e Ricardo. Ele e Lima receberam a missão de pegar o menino que estava levando cocaína para o Camaleão, de São Paulo até Minas Gerais. Porém, eles se confundiram, pois havia dois garotos indo de São Paulo à Minas Gerais. Murilão sente uma certa raiva por Zé Doidão, pois este bateu com uma corrente no rosto de Lima e chutou Murilão duas vezes (que é gordo) fazendo-o rolar, humilhando-o.
Lima: Lima é o parceiro de Murilão, também sendo um policial da Polícia Federal. Lima atende uma ligação de Valdir sobre a troca dos garotos entre as duas gangues e altera à todos os policiais, tanto Federais quanto Militares. Lima, além de Murilão, foi agredido por Zé Doidão, levando uma acorrentada no rosto.
Tenente: Há um tenente da Polícia Militar que conversa sobre planos e estratégias com Lima e Murilão, para pegar os garotos das gangues do Camaleão e do Professor. Esse Tentente aparece  conversando com Lima e Murilão na rodoviária à noite enquanto Careca ouvia. Ele também aparece discutindo com eles um pouco antes de Lima receber a ligação de Valdir.
Helena: Helena é a mãe de Ricardo. Ela se separou de seu marido quando Ricardo era apenas uma criança. Ricardo cresceu oucindo sua mãe protestar falando que seu pai era um ladrão. Helena, ao descobrir que seu filho fugiu de casa para encontrar seu pai, Rubens, ela fica aflita, e fica mais aflita ainda, quando liga para o telefone da residência que Rubens disse que ia quando se mudasse para Minas Gerais, ao descobrir que ele não mora mais no mesmo apartamento. Porém, é consolada pelo seu pai, Antenor.
Antenor: Antenos é o pai de Helena, e, conseqüentemente, o avô de Ricardo. Ele é sábio, inteligênte e esperto, acalmando sua filha que chorava sem parar quando soube que seu filho fugiu de casa para encontrar seu pai. Antenor diz que ela e ele já conversaram sobre isso antes e que, mais cedo ou mais terde, Ricardo voltaria para São Paulo ou ligaria para sua casa.